# Parque Nacional Kwiambal
O Parque Nacional Kwiambal é um parque nacional localizado em Nova Gales do Sul, Austrália, a aproximadamente 30 km da cidade de Ashford. Os rios Severn [en] e Rio Macintyre [en] atravessam o parque e se encontram abaixo da cachoeira MacIntyre. O parque é marcado por afloramentos de granito e também abriga as Cavernas de Ashford [en].
Essa reserva natural isolada, próxima a Inverell, oferece opções de hospedagem acessíveis, além de excelentes locais para piqueniques, natação, ciclismo de montanha, pesca e observação de aves.

## História
O parque foi oficialmente criado em 10 de maio de 2000, sendo descrito como "Condado de Arrawatta, Paróquias de Ena, Limestone e Severn, com cerca de 1 301 hectares". Um relatório de 2008 sobre um levantamento de vegetação realizado por John T. Hunter indica que a área do parque é de 6 517 hectares.